# Albaniens ministerråd
Ministerrådet (Albansk: Këshilli i Ministrave) er den udøvende magt i Albanien. Formanden for rådet (Premierministeren) bliver udpeget af præsidenten. Rådets ministre er nomineret af præsidenten på baggrund af premierministerens anbefalinger. Parlamentet giver den endelige accept af rådets sammensætning. Ministerrådet har ansvar for at udføre både indenrigs- og udenrigspolitik. Det styrer og kontrollerer ministeriernes og andre statsorganers aktiviteter.

## Nuværende Ministerråd fra 15. september 2013
| Portefølje                                                      |  | Minister                | Parti     |
| --------------------------------------------------------------- |  | ----------------------- | --------- |
| Premierminister                                                 |  | Edi Rama                | PS        |
| Vicepremierminister                                             |  | Niko Peleshi            | PS        |
| Udenrigsminister                                                |  | Ditmir Bushati          | PS        |
| Sundhedsminister                                                |  | Ilir Beqaj              | PS        |
| Indenrigsminister                                               |  | Saimir Tahiri           | PS        |
| Forsvarsminister                                                |  | Mimi Kodheli            | PS        |
| Minister for Europæisk Integration                              |  | Klajda Gjosha           | LSI       |
| Finansminister                                                  |  | Shkëlqim Cani           | PS        |
| Minister for Økonomi, Handel og Erhverv                         |  | Arben Ahmetaj           | PS        |
| Justitsminister                                                 |  | Nasip Naço              | LSI       |
| Minister for Transport og Infrastruktur                         |  | Edmond Haxhinasto       | LSI       |
| Undervisnings- og Sportsminister                                |  | Lindita Nikolla         | PS        |
| Minister med ansvar for forbindelserne med Parlamentet          |  | Ilirjan Celibashi       | PS        |
| Minister for Kommunal Forvaltning                               |  | Bledi Çuçi              | PS        |
| Social- og Ungdomsminister                                      |  | Erion Veliaj            | PS        |
| Minister for Byudvikling og Turisme                             |  | Eglantina Gjermeni      | PS        |
| Minister for Landbrug, Landdistriktudvikling og Vandforvaltning |  | Edmond Panariti         | LSI       |
| Minister for Miljø, Skov og Vandløb                             |  | Lefter Koka             | LSI       |
| Minister for Energi og Industri                                 |  | Damian Gjiknuri         | PS        |
| Minister for Offentlig Administration og Innovation             |  | Milena Harito           | PS        |
| Kulturminister                                                  |  | Mirela Kumbaro (Furxhi) | Uafhængig |